# Thẩm Xuân Diệu
Thẩm Xuân Diệu (tiếng Trung giản thể: 沈春耀, bính âm Hán ngữ: Shěn Chūn Yào, sinh tháng 5 năm 1960, người Hán) là luật gia, chính trị gia nước Cộng hòa Nhân dân Trung Hoa. Ông là Ủy viên Ủy ban Trung ương Đảng Cộng sản Trung Quốc khóa XX, Ủy viên dự khuyết khóa XIX, hiện là chủ nhiệm của ba cơ quan trực thuộc Ủy ban Thường vụ Nhân Đại Trung Quốc khóa XIII là Ủy ban Công tác pháp chế, Ủy ban Luật Cơ bản Hồng Kông, và Ủy ban Luật Cơ bản Ma Cao, đồng thời là Phó Chủ nhiệm Ủy ban Pháp luật và Hiến pháp của Nhân Đại Trung Quốc.
Thẩm Xuân Diệu là đảng viên Đảng Cộng sản Trung Quốc, học vị Thạc sĩ Luật học. Ông có sự nghiệp đều hoạt động ở lĩnh vực pháp luật của Trung Quốc, từ Quốc vụ viện cho đến Nhân Đại, là Ủy viên Thường vụ Nhân Đại Trung Quốc liên tục bốn khóa X, XI, XII, và XIII.

## Xuất thân và giáo dục
Thẩm Xuân Diệu sinh tháng 5 năm 1960 tại huyện Dịch, nay là thành phố cấp huyện Lai Châu, thuộc địa cấp thị Yên Đài, tỉnh Sơn Đông, Cộng hòa Nhân dân Trung Hoa. Ông lớn lên và tốt nghiệp phổ thông ở huyện Dịch, thi đỗ Đại học Cát Lâm vào tháng 9 năm 1979 rồi chuyển sang Đại học Chính Pháp Trung Quốc những năm 1980 sau khi được chuyển thể từ Học viện Chính Pháp, tới thủ đô Bắc Kinh nhập học Khoa Pháp luật rồi tốt nghiệp Cử nhân chuyên ngành Luật Quốc tế, đồng thời được kết nạp Đảng Cộng sản Trung Quốc vào những năm này. Sau đó, ông tiếp tục theo học cao học tại trường, nhận bằng Thạc sĩ Luật học.

## Sự nghiệp

### Thời kỳ đầu
Tháng 1 năm 1977, Thẩm Xuân Diệu tốt nghiệp phổ thông và bắt đầu sự nghiệp của mình ở công tác thanh niên, rồi được tuyển dụng làm chuyên viên của Trung tâm Nghiên cứu Pháp quy và Kinh tế của Quốc vụ viện sau khi tốt nghiệp Đại học Chính Pháp. Ông công tác liên tục ở cơ quan này, hoạt động cùng các giai đoạn mà trung tâm chuyển đổi từ Cục Pháp chế của Sảnh Văn phòng Quốc vụ viện sang Trung tâm Nghiên cứu Pháp quy và Kinh tế năm 1981, trở lại Cục Pháp chế Quốc vụ viện (国务院法制局) từ 1986; lần lượt là chuyên viên cấp khóa viên, phó khoa, chính khoa rồi phó xứ, chính xứ, và là Ty trưởng Ty Pháp chế tài chính của Cục Pháp chế những năm 2000, công tác về pháp luật ở Quốc vụ viện hơn 20 năm.

### Nhân Đại
Tháng 3 năm 2003, Thẩm Xuân Diệu chuyển sang hệ thống Đại hội đại biểu Nhân dân toàn quốc (Nhân Đại Trung Quốc) khi trúng cử đại biểu của khóa X, được bầu làm Ủy viên Ủy ban Thường vụ Nhân Đại, Ủy viên Ủy ban Kinh tế và Tài chính, và được bổ nhiệm làm Trợ lý Chủ nhiệm Ủy ban Kinh tế và Tài chính từ tháng 9 cùng năm. Tháng 10 năm 2004, ông được điều sang làm Ủy viên Ủy ban Pháp luật, Trợ lý Chủ nhiệm Ủy ban này, rồi được bổ nhiệm làm Phó Chủ nhiệm Ủy ban Công tác pháp chế Ủy ban Thường vụ Nhân Đại, cấp phó bộ, tỉnh từ tháng 10 năm 2007, và tiếp tục giữ vị trí này ở Nhân Đại Trung Quốc khóa XI. Tháng 12 năm 2008, ông được bổ nhiệm làm Chủ nhiệm Phòng Nghiên cứu của Sảnh Văn phòng Ủy ban Thường vụ Nhân Đại, tiếp tục là Ủy viên Thường vụ Nhân Đại khóa XI, và chuyển vị trí làm Phó Tổng thư ký Ủy ban Thường vụ Nhân Đại từ tháng 4 năm 2011.
Thẩm Xuân Diệu tái đắc cử các vị trí Ủy viên Thường vụ, Ủy viên Ủy ban Pháp luật và Phó Tổng thư ký của Nhân Đại khóa XII, được bổ nhiệm làm Chủ nhiệm Ủy ban Công tác pháp chế Ủy ban Thường vụ Nhân Đại, cấp bộ trưởng từ ngày 28 tháng 4 năm 2017. Tháng 10 năm 2017, ông tham gia đại hội đại biểu toàn quốc, được bầu làm Ủy viên dự khuyết Ủy ban Trung ương Đảng Cộng sản Trung Quốc khóa XIX tại Đại hội Đảng Cộng sản Trung Quốc lần thứ 19. Đến tháng 3 năm sau, ông tiếp tục trúng cử đại biểu Nhân Đại Trung Quốc khóa XIII, là Ủy viên Thường vụ liên tiếp bốn khóa, đồng thời được bổ nhiệm làm Phó Chủ nhiệm Ủy ban Pháp luật và Hiến pháp Nhân Đại (cơ quan vừa được thành lập của Nhân Đại khóa XIII trên cơ sở Ủy ban Pháp luật), kiêm nhiệm Chủ nhiệm Ủy ban Luật Cơ bản Hồng Kông và Chủ nhiệm Ủy ban Luật Cơ bản Ma Cao. Cuối năm 2022, ông tham gia Đại hội Đảng Cộng sản Trung Quốc lần thứ XX từ đoàn đại biểu khối cơ quan trung ương Đảng và Nhà nước. Trong quá trình bầu cử tại đại hội, ông được bầu là Ủy viên Ủy ban Trung ương Đảng Cộng sản Trung Quốc khóa XX.